# Sanjiang (köpinghuvudort i Kina, Jiangxi Sheng, lat 28,29, long 116,00)
Sanjiang är en köpinghuvudort i Kina. Den ligger i provinsen Jiangxi, i den sydöstra delen av landet, omkring 45 kilometer söder om provinshuvudstaden Nanchang. Antalet invånare är 22 644. Befolkningen består av 11 130 kvinnor och 11 514 män. Barn under 15 år utgör 24,0 %, vuxna 15-64 år 65 %, och äldre över 65 år 9,0 %.
Runt Sanjiang är det tätbefolkat, med 476 invånare per kvadratkilometer. Närmaste större samhälle är Xiaogang, 14,8 km väster om Sanjiang. Trakten runt Sanjiang består till största delen av jordbruksmark.
Genomsnittlig årsnederbörd är 2 304 millimeter. Den regnigaste månaden är juni, med i genomsnitt 441 mm nederbörd, och den torraste är oktober, med 23 mm nederbörd.